# Marlon Sandro
Marlon Sandro (Rio de Janeiro, 8 marzo 1977) è un lottatore di arti marziali miste brasiliano.
Combatte nella categoria dei pesi piuma per l'organizzazione giapponese Pancrase, dove è stato campione di categoria nel 2008, e per la statunitense Bellator, nella quale è stato finalista dei tornei 2011 Summer Series e Bellator V; in passato è stato campione dei pesi piuma anche nella promozione giapponese World Victory Road.

## Carriera nelle arti marziali miste

### Inizi
La carriera da professionista nelle arti marziali miste di Sandro inizia nel 2004, quando partecipa al torneo Arena Combat Cup 1, vincendolo grazie ad una serie di due vittorie per sottomissione.
Negli anni successivi combatterà sempre in Brasile, in particolare nella succursale carioca della nipponica Shooto, e arriva al 2007 con un record personale di 9-0.

### Carriera in Giappone: Pancrase e Sengoku
Nel 2007 l'imbattuto Sandro riesce a strappare un contratto con una delle più vecchie e prestigiose organizzazioni del Giappone, ovvero la Pancrase.
Qui debutta con una vittoria ai punti su Daiki Hata; successivamente sconfigge per KO anche Miki Shida e viene quindi scelto per essere uno dei contendenti per il vacante titolo dei pesi piuma Pancrase assieme a Masaya Takita.
Sandro sconfigge Takita per decisione unanime dei giudici di gara e diviene quindi campione di categoria Pancrase.
Nel 2009 passa ad un'altra promozione giapponese, la World Victory Road, dove prende parte al torneo Sengoku Featherweight Grand Prix.
Qui passa il primo turno sottomettendo Matt Jaggers, e nei quarti di finale mette KO in soli 19 secondi l'ex campione KOTC Nick Denis, migliorando il proprio record personale che divenne di 14 vittorie e nessuna sconfitta.
In semifinale subisce la sua prima sconfitta in carriera per mano di Michihiro Omigawa, futuro lottatore UFC: l'incontro è equilibrato e termina con un punteggio di parità, ma dovendo necessariamente scegliere uno dei due lottatori da far avanzare nel torneo i giudici optano per il loro connazionale Omigawa.
Sandro prosegue con la World Victory Road, vince altri due incontri e nel 2010 sfida il campione in carica Masanori Kanehara: Sandro dimostra di avere le mani pesanti e stende l'avversario in 38 secondi, divenendo campione dei pesi piuma Sengoku.
Lo stesso anno Sandro non riuscì a difendere il titolo contro il fuoriclasse Hatsu Hioki, che comunque ha la meglio solamente ai punti.

### Bellator Fighting Championships
Con un record personale di 17-2 e due titoli alle spalle, Sandro entra nella statunitense Bellator come uno dei favoriti per il titolo dei pesi piuma.
Sandro prende parte al torneo ad eliminazione diretta Bellator 2011 Summer Series, necessario per decretare il primo contendente all'allora campione di categoria Joe Warren.
Nei quarti di finale ed in semifinale fatica non poco per avere la meglio sui sudamericani Genair da Silva e Nazareno Malegarie, vincendo entrambi gli incontri ai punti.
In finale se la vede con Pat Curran, più giovane di lui di 10 anni: qui Sandro capitola nel secondo round per un calcio alla testa sferrato dal rivale, dopo che Sandro aveva dominato l'incontro con il suo ottimo striking.
Nella quinta stagione Sandro sconfigge il connazionale ed ex lottatore WEC Rafaël Dias, sottomettendolo nel primo round.
Nel 2012 prende parte al torneo dei pesi piuma della sesta stagione Bellator come favorito, dato che al tempo era considerato unanimemente uno dei pochissimi top 10 fighter dei pesi piuma a non lottare in un'organizzazione della Zuffa.
Passa agevolmente i quarti di finale sottomettendo Roberto Vargas nel primo round, mentre in semifinale fatica contro il connazionale Alexandre Bezerra, ottenendo una vittoria per decisione divisa.
Sandro perde la finale contro Daniel Straus per decisione unanime dei giudici di gara dopo un match molto combattuto: in avvio Strauss colpì violentemente Sandro ai testicoli con un calcio, l'incontro venne interrotto e il brasiliano optò per la possibilità di proseguire l'incontro anziché quella di dichiarare il match un No Contest.
Dopo quell'incontro Sandro venne escluso da quasi tutte le classifiche dei top 10 di categoria, classifiche nelle quali era presente da molto tempo grazie alle sue vittorie nei tornei Bellator.
Verso fine 2012 vince un incontro sottomettendo Dustin Neace, e nel 2013 ritenta la fortuna con un nuovo torneo dei pesi piuma, dove nei quarti di finale sconfigge l'armeno Akop Stepanyan (record: 12-4); viene però fermato per KO tecnico in semifinale dal campione di sambo Magomedrasul "Frodo" Khasbulaev (record: 19-5), subendo la sua quinta sconfitta in carriera.
Nel settembre 2013 torna a combattere in Pancrase per l'evento del ventesimo anniversario della promozione contro Yojiro Uchimura (record: 11-6-2), ottenendo un pareggio.
Dopo la parentesi giapponese torna in Bellator e nel maggio 2014 sconfigge l'ex WEC Chris Horodecki.

### Risultati nelle arti marziali miste
| Risultato | Record | Avversario              | Metodo                               | Evento                                                       | Data              | Round | Tempo | Città                        | Note                                                                |
| --------- | ------ | ----------------------- | ------------------------------------ | ------------------------------------------------------------ | ----------------- | ----- | ----- | ---------------------------- | ------------------------------------------------------------------- |
|           |        | Isao Kobayashi          |                                      | Pancrase 266                                                 | 26 aprile 2015    |       |       | Tokyo, Giappone              |                                                                     |
| Vittoria  | 25-5-1 | Chris Horodecki         | Decisione (unanime)                  | Bellator CXIX                                                | 9 maggio 2014     | 3     | 5:00  | Rama, Canada                 |                                                                     |
| Parità    | 24-5-1 | Yojiro Uchimura         | Parità (unanime)                     | Pancrase 252: 20th Anniversary                               | 29 settembre 2013 | 3     | 5:00  | Yokohama, Giappone           |                                                                     |
| Sconfitta | 24-5   | Magomedrasul Khasbulaev | KO Tecnico (pugni)                   | Bellator XCI                                                 | 28 febbraio 2013  | 3     | 2:38  | Rio Rancho, Stati Uniti      | Torneo dei Pesi Piuma Bellator VIII, Semifinale                     |
| Vittoria  | 24-4   | Akop Stepanyan          | Decisione (unanime)                  | Bellator LXXXVIII                                            | 7 febbraio 2013   | 3     | 5:00  | Duluth, Stati Uniti          | Torneo dei Pesi Piuma Bellator VIII, Quarti di finale               |
| Vittoria  | 23-4   | Dustin Neace            | Sottomissione (rear naked choke)     | Bellator LXXXI                                               | 16 novembre 2012  | 1     | 2:05  | South Kingstown, Stati Uniti |                                                                     |
| Sconfitta | 22-4   | Daniel Straus           | Decisione (unanime)                  | Bellator LXVIII                                              | 11 maggio 2012    | 3     | 5:00  | Atlantic City, Stati Uniti   | Torneo dei Pesi Piuma Bellator VI, Finale                           |
| Vittoria  | 22-3   | Alexandre Bezerra       | Decisione (non unanime)              | Bellator LXIV                                                | 6 aprile 2012     | 3     | 5:00  | Windsor, Canada              | Torneo dei Pesi Piuma Bellator VI, Semifinale                       |
| Vittoria  | 21-3   | Roberto Vargas          | Sottomissione (rear naked choke)     | Bellator LX                                                  | 9 marzo 2012      | 1     | 3:35  | Hammond, Stati Uniti         | Torneo dei Pesi Piuma Bellator VI, Quarti di finale                 |
| Vittoria  | 20-3   | Rafaël Dias             | Sottomissione (triangolo di braccio) | Bellator LVIII                                               | 19 novembre 2011  | 1     | 3:56  | Hollywood, Stati Uniti       |                                                                     |
| Sconfitta | 19–3   | Pat Curran              | KO (calcio alla testa e pugni)       | Bellator XLVIII                                              | 20 agosto 2011    | 2     | 4:00  | Uncasville, Stati Uniti      | Torneo dei Pesi Piuma Bellator 2011 Summer Series, Finale           |
| Vittoria  | 19–2   | Nazareno Malegarie      | Decisione (unanime)                  | Bellator XLVII                                               | 23 luglio 2011    | 3     | 5:00  | Rama, Canada                 | Torneo dei Pesi Piuma Bellator 2011 Summer Series, Semifinale       |
| Vittoria  | 18–2   | Genair da Silva         | Decisione (non unanime)              | Bellator XLVI                                                | 25 giugno 2011    | 3     | 5:00  | Hollywood, Stati Uniti       | Torneo dei Pesi Piuma Bellator 2011 Summer Series, Quarti di finale |
| Sconfitta | 17–2   | Hatsu Hioki             | Decisione (unanime)                  | World Victory Road Presents: Soul of Fight                   | 30 dicembre 2010  | 5     | 5:00  | Kōtō (Tokyo), Giappone       | Perde il titolo dei Pesi Piuma WVR Sengoku                          |
| Vittoria  | 17–1   | Masanori Kanehara       | KO (pugno)                           | World Victory Road Presents: Sengoku Raiden Championships 13 | 20 giugno 2010    | 1     | 0:38  | Sumida (Tōkyō), Giappone     | Vince il titolo dei Pesi Piuma WVR Sengoku                          |
| Vittoria  | 16–1   | Tomonari Kanomata       | KO (pugno)                           | World Victory Road Presents: Sengoku Raiden Championships 12 | 7 marzo 2010      | 1     | 0:09  | Sumida (Tōkyō), Giappone     |                                                                     |
| Vittoria  | 15–1   | Yuji Hoshino            | KO (pugni)                           | World Victory Road Presents: Sengoku 11                      | 7 novembre 2009   | 1     | 2:33  | Sumida (Tōkyō), Giappone     |                                                                     |
| Sconfitta | 14–1   | Michihiro Omigawa       | Decisione (non unanime)              | World Victory Road Presents: Sengoku 9                       | 2 agosto 2009     | 3     | 5:00  | Saitama, Giappone            | Sengoku 2009 Featherweight Grand Prix, Semifinale                   |
| Vittoria  | 14–0   | Nick Denis              | KO (pugni)                           | World Victory Road Presents: Sengoku 8                       | 2 maggio 2009     | 1     | 0:19  | Shibuya, Giappone            | Sengoku 2009 Featherweight Grand Prix, Quarti di finale             |
| Vittoria  | 13–0   | Matt Jaggers            | Sottomissione (triangolo di braccio) | World Victory Road Presents: Sengoku 7                       | 20 marzo 2009     | 2     | 2:57  | Shibuya, Giappone            | Sengoku 2009 Featherweight Grand Prix, Primo turno                  |
| Vittoria  | 12–0   | Masaya Takita           | Decisione (unanime)                  | Pancrase: Shining 9                                          | 26 ottobre 2008   | 3     | 5:00  | Kōtō (Tokyo), Giappone       | Vince il titolo dei Pesi Piuma Pancrase                             |
| Vittoria  | 11–0   | Miki Shida              | KO (ginocchiata volante e pugni)     | Pancrase: Shining 2                                          | 26 marzo 2008     | 2     | 4:19  | Bunkyō, Giappone             |                                                                     |
| Vittoria  | 10–0   | Daiki Hata              | Decisione (unanime)                  | Pancrase: Rising 9                                           | 28 novembre 2007  | 3     | 5:00  | Bunkyō, Giappone             | Debutto in Pancrase                                                 |
| Vittoria  | 9–0    | Marcos dos Santos       | Decisione (unanime)                  | Shooto Brazil 3: The Evolution                               | 7 luglio 2007     | 3     | 5:00  | Rio de Janeiro, Brasile      |                                                                     |
| Vittoria  | 8–0    | William Vianna          | Decisione (unanime)                  | Shooto: Brazil 2                                             | 24 marzo 2007     | 3     | 5:00  | Flamengo, Brasile            |                                                                     |
| Vittoria  | 7–0    | Erinaldo Rodriguez      | Decisione (unanime)                  | Shooto Brazil 1: The Return                                  | 3 dicembre 2006   | 3     | 5:00  | Flamengo, Brasile            |                                                                     |
| Vittoria  | 6–0    | Marcelo Ferreira        | Decisione (unanime)                  | Minotauro Fights 4                                           | 4 agosto 2006     | 3     | 5:00  | Salvador, Brasile            |                                                                     |
| Vittoria  | 5–0    | Alexandre Aranha        | KO (pugni)                           | Arena Combat Cup 2                                           | 5 novembre 2005   | 1     | 1:20  | Brasile                      |                                                                     |
| Vittoria  | 4–0    | Fabricio Medeiros       | Decisione (unanime)                  | Shooto: Brazil 8                                             | 30 aprile 2005    | 3     | 5:00  | Brasile                      |                                                                     |
| Vittoria  | 3–0    | Orley de Oliveira       | KO (pugni)                           | Shooto: Brazil 7                                             | 19 marzo 2005     | 1     | 0:21  | Brasile                      |                                                                     |
| Vittoria  | 2–0    | Antonio Carlos Lima     | Sottomissione (triangolo)            | Arena Combat Cup 1                                           | 6 novembre 2004   | 2     | -     | San Paolo, Brasile           | Vince il torneo dei Pesi Piuma ACC 1                                |
| Vittoria  | 1–0    | Tatu Nunes              | Sottomissione (rear naked choke)     | Arena Combat Cup 1                                           | 6 novembre 2004   | 1     | -     | San Paolo, Brasile           | Torneo dei Pesi Piuma ACC 1, Semifinale                             |